# Захаровский (Рязанская область)
Захаровский — опустевший хутор в Ермишинском районе Рязанской области. Входит в Нарминское сельское поселение.

## География
Находится в северо-восточной части Рязанской области на расстоянии приблизительно 19 км на запад-северо-запад по прямой от районного центра поселка Ермишь в правобережной части поймы Оки.

## История
Хутор отмечен на карте 1976 года. По состоянию на 2020 год заброшен.

## Население
| 1981 | 2004 | 2010 | 2011 | 2023 |
| ---- | ---- | ---- | ---- | ---- |
| 10   | ↘2   | ↘0   | ↗2   | ↘0   |

Численность населения: 2 человека (русские 100 %) в 2002 году, 2 в 2010.